# Legge 9 luglio 1990, n. 185
La legge 9 luglio 1990, n. 185 è una legge della Repubblica Italiana che disciplina il commercio delle armi. L'attuale regolamento di attuazione è stato emanato col decreto del Ministro degli Affari esteri 07 gennaio 2013, n. 19.

## Storia
Prima dell'emanazione di una normativa sul commercio e importazione di armi, la materia era regolata dal TULPS e dal regio decreto 11 luglio 1941, n. 1161, che sottoponeva l'esportazione di armi al segreto di Stato, sottraendola al controllo del Parlamento e della società civile.
La legge venne poi emanata nel 1990 a seguito di alcune vicende come ad esempio l'irangate nonché di alcuni scandali, quali ad esempio il coinvolgimento di una filiale statunitense di una banca italiana, la Banca Nazionale del Lavoro di Atlanta, nella vendita illegale di armi all'Iraq di Saddam Hussein, ai tempi della prima guerra del Golfo.
Una riforma del 2024 affida la responsabilità dell'attuazione della legge al Comitato interministeriale per gli scambi di armamento per la difesa (che era stato abolito nel 1993), presieduto dal presidente del Consiglio con segretario il sottosegretario alla presidenza del Consiglio. Il Presidente del Consiglio è tenuto a inviare alle Camere una relazione annuale dettagliata sull'import-export di armamenti.

## Contenuto
La legge prevede che ogni anno i differenti dicasteri interessati, per quanto di rispettiva competenza, preparino una relazione da presentare al Parlamento italiano entro il 31 marzo, per le operazioni relative all'anno precedente in materia di importazione ed esportazione dei sistemi di armamento da e per l'Italia.
La norma impedisce inoltre che sistemi d'arma italiani possano essere venduti a Stati in guerra, che violano gravemente i diritti umani e che rientrino in quelli che vengono definiti Heavily Indebted Poor Country.

## Dati statistici
Nel 2018, l'export dell'Italia è stato pari a un valore di 4 miliardi e 613 milioni, in decremento rispetto ai 7 miliardi e 437 milioni dell'anno precedente. Il primo paese per l'export è stato il Qatar (un miliardo e 923 milioni), seguito dal Pakistan (682,9 milioni), dalla Turchia /(362,3 milioni) e dagli Emirati Arabi Uniti (220,3 milioni).